# Jan Nuck
Jan Nuck (obersorbisch Jan Nuk; * 13. Juni 1947 in Caßlau, Gemeinde Doberschütz) ist ein sorbischer Politiker. Er war von 2000 bis 2011 Vorsitzender des sorbischen Dachverbandes Domowina.
Jan Nuck besuchte die sorbischen Schulen in Ralbitz und Panschwitz und lernte danach den Beruf des Elektrikers im Kraftwerk Lübbenau. Ab 1967 arbeitete er als Facharbeiter im Feuerfestwerk Wetro und gleichzeitig als Mitglied der Redaktion der Nowa Doba. Ab 1969 war Nuck Mitarbeiter des Domowina-Verlages. In der Wendezeit 1989/90 engagierte sich Nuck neben anderen in der Sorbischen Volksversammlung, die für eine gründliche Umstrukturierung und Demokratisierung der sorbischen Institutionen eintrat.
Im Jahr 2000 wurde er zum ehrenamtlichen Vorsitzenden der Domowina gewählt. In seine Amtszeit fielen u. a. der Streit um die Schließung der sorbischen Mittelschule in Crostwitz, die Verhandlungen um ein neues Finanzierungsabkommen für das sorbische Volk sowie die Auseinandersetzungen um die im sogenannten „Vogt-Gutachten“ vorgeschlagenen Strukturreformen in der sorbischen Institutionenlandschaft. Im Jahr 2009 wollte sich Nuck aus verschiedenen Gründen nicht mehr zur Wahl des Vorsitzenden stellen, trat jedoch erneut an, als sich keine weiteren Kandidaten fanden. Seine Amtszeit wurde bis 2011 verlängert, unter der Bedingung, dass das Amt darauf folgend vergütet wird, um die Kandidatenfindung zu erleichtern. Zu seinem Nachfolger wurde am 26. März 2011 auf der Hauptversammlung der 27-jährige David Statnik gewählt.
Jan Nuck ist verheiratet und hat vier Kinder. Er betreibt einen Getränkehandel.